# Vasja Šimčič
Vasja Šimčič (1º luglio 1983) è un ex calciatore sloveno, di ruolo portiere.